# برجک دفاعی

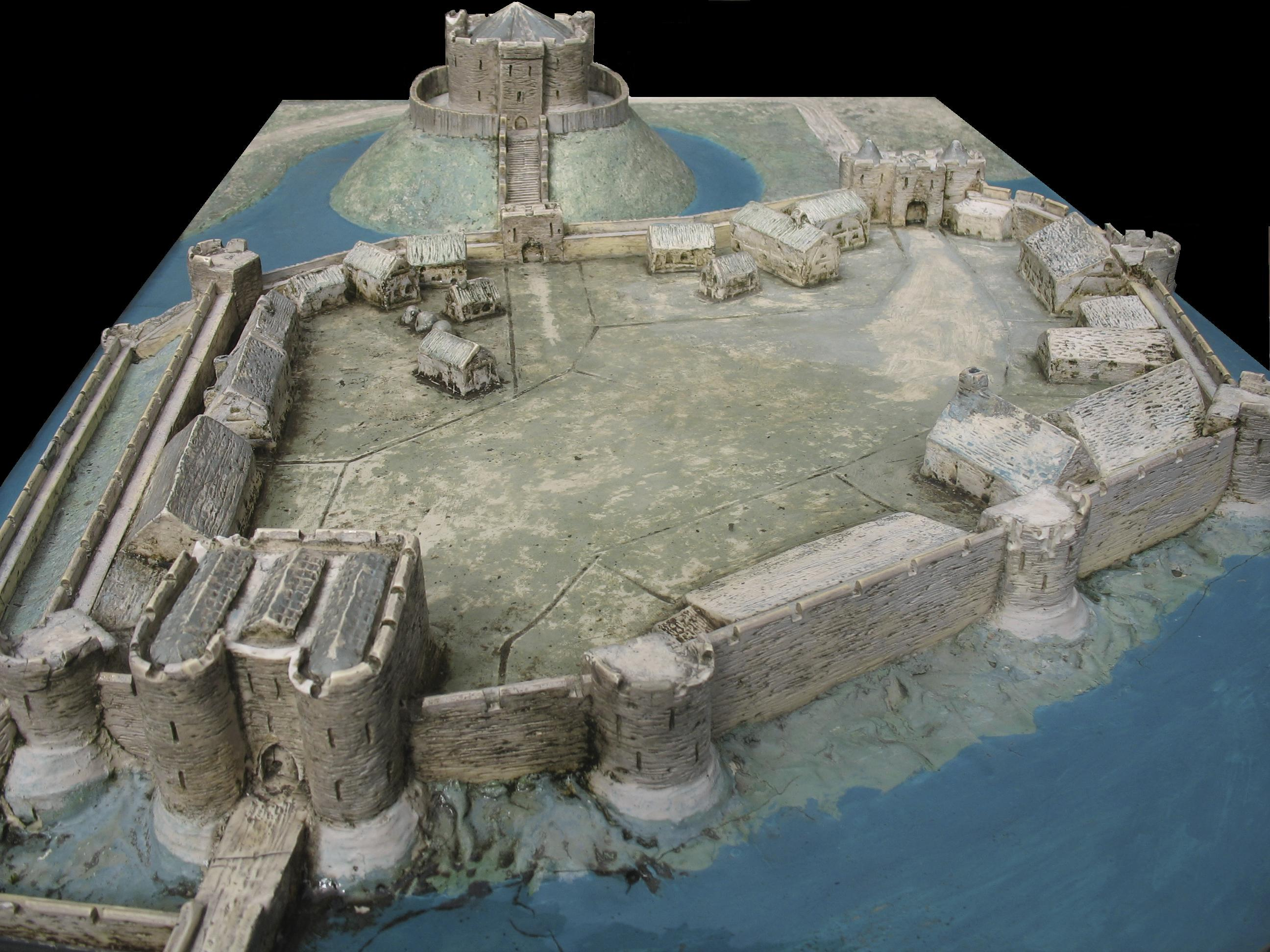
بازسازی قلعه یورک در قرن ۱۴ام، تصویر برجک دفاعی سنگی قلعه را نشان می‌دهد که مشرف بر حیاط بیرونی می‌باشد.

برجک دفاعی نوعی برج مستحکم است که اشراف اروپایی در طول قرون وسطا آن را در دژهای خود می‌ساختند. محققان دربارهٔ قلمرو عبارت «برجک دفاعی» بحث می‌کنند، اما اغلب اتفاق نظر دارند که این سازه‌ها، برج‌هایی بزرگ در قلعه‌ها هستند، که به عنوان آخرین پناه‌گاه در زمان تسخیر دژ به حساب می‌آیند. اولین برجک‌های دفاعی، در طول قرن ۱۰ ام و حکومت نورماندی و آنجئو، با استفاده از چوب و به عنوان بخشی کلیدی قلعه‌های بیشه کوچک و حیاط بیرونی ساخته شدند. در نتیجه فتح انگلستان توسط نورمن‌ها در سال ۱۰۶۶، این طراحی در انگستان نیز رونق یافت، در طول نیمه دوم قرن ۱۱ام، به ولز نیز رسید و در دهه ۱۱۷۰ به ایرلند گسترش یافت. حاکمان انگلیسی-نورمنی و فرانسوی در طول قرن ۱۰ام و ۱۱ام، شروع به ساخت برجک‌های دفاعی سنگی کردند؛ این شامل برجک‌های دفاعی نورمن می‌شد که طراحی مربعی و مستطیلی داشتند. برجک‌های دفاعی سنگی علاوه بر اهمیت نظامی، دارای اهمیت سیاسی ویژه‌ای بودند و ساخت آن‌ها ممکن بود چند سال به طول انجامد.
در طول قرن ۱۲ام، طراحی‌های جدید شروع به ظهور نمود (در فرانسه برجک‌های چهارگلبرگی شکل ظهور یافتند، درحالی که در انگلستان برج‌های چند ضلعی در دست ساخت بودند). در پایان قرن، برجک‌های دفاعی فرانسوی و انگلیسی کاهش یافتند. فیلیپ دوم فرانسه برای نقش بستن قدرت سلطنتی خود بر سرزمین‌هایش، مجموعه‌ای از برجک‌های دفاعی دایره‌ای را بنا نهاد، درحالی که در انگلستان برجک‌های دفاعی یک‌جا ساخته شده، بدون کاربرد بودند. در اسپانیا، برجک‌های دفاعی هم در دژهای مسیحیان وجود داشتند و هم در دژهای مسلمانان، اگرچه در آلمان برج‌های بلند به نام برگفراید به عنوان برجک دفاعی و به سبک غربی ساخته می‌شدند. در نیمه دوم قرن ۱۴ام، ساختن برجک دفاعی حیاتی مجدد یافت. در فرانسه، برجک دفاعی قلعه وینسنس یک سبک طراحی بلند به همراه مزغل سازی را آغاز کرد، این روش به‌طور برجسته به وسیله مدرسه اسپانیایی طراحی دژ در وایادولید اتخاذ شد. در همین حال، در انگلستان، برجک‌های دفاعی بلند در میان اشراف ثروتمند محبوب شدند: این برجک‌های بزرگ، بزرگترین قلعه‌های ساخته شده در آن دوران را ایجاد کردند.
اما در قرن ۱۶ام، برجک‌های دفاعی، همانند استحکامات و اقامت‌گاه‌ها، کم‌کم از مد افتادند. بسیاری از آن‌ها بین قرن‌های ۱۷ام و ۱۸ام، در جنگ‌های داخلی تخریب، یا به جایگزینی به عنوان سازه‌های تزئینی در باغ‌ها بدل شدند. در طول قرن ۱۹ام، برجک‌های دفاعی دوباره مد روز شدند و در انگلستان و فرانسه، معماران گوتیک، تعداد زیادی از آن‌ها را مرمت یا طراحی کردند. با وجود وارد آمدن خسارات متعاقب به برجک‌های دفاعی در فرانسه و اسپانیا طی جنگ‌های قرن ۲۰ام، امروزه برجک‌های دفاعی بخش مهمی از صنعت گردشگری و میراث فرهنگی را تشکیل می‌دهند.